# Acropora nana
Espèce
Synonymes
- Acropora azurea Veron & Wallace, 1984

Statut de conservation UICN

 NT  : Quasi menacé
Statut CITES
Acropora nana est une espèce de coraux appartenant à la famille des Acroporidae.